# Lupus (constelación)
Lupus o el Lobo es una constelación del hemisferio sur ubicada entre las constelaciones de Centaurus y Scorpius. Se encuentra entre las patas del escorpión y casi unida a centauro. Desde España (incluyendo Europa central) solo se puede ver la parte más septentrional de la constelación, en el momento del tránsito por el meridiano, a comienzos del verano. 
Fue Ptolomeo quien asoció esta constelación con un lobo. Anteriormente se le consideraba parte de Centaurus y nunca se identificaba con ninguna bestia en concreta. Hiparco de Nicea lo denominó como Therion en griego y pasó a Fera en latín, esto es, la Bestezuela o Bestia.

## Características destacables

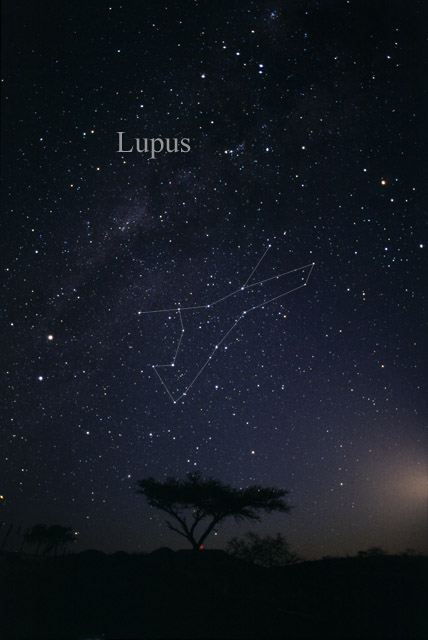
Constelación de Lupus.

Lupus es una pequeña constelación que, sin tener ninguna estrella extremadamente brillante, contiene alrededor de una treintena de estrellas de segunda y tercera magnitud, incluyendo un número de estrellas binarias o múltiples. La más brillante entre ellas, α Lupi, ocasionalmente es conocida como Kakkab o Men. Es una gigante azul de tipo espectral B1.5III con una masa 10 veces mayor que la del Sol. Es una variable Beta Cephei cuyo brillo fluctúa entre magnitud 2,29 y 2,34.
La segunda estrella más brillante, β Lupi, es también una gigante azul de tipo B2III de 8 masas solares distante 524 años luz del sistema solar. Ambas estrellas, así como muchas otras de esta constelación, forman parte de una asociación estelar OB llamada subasociación «Centaurus Superior-Lupus» o UCL, a su vez englobada en la gran asociación Scorpius-Centaurus.
La tercera estrella en cuanto a brillo es γ Lupi, ocasionalmente llamada Thusia, un sistema binario formado por una subgigante blanco-azulada de tipo B2IV 6900 veces más luminosa que el Sol y una estrella de la secuencia principal también de tipo B. El período orbital de este sistema es de 190 años, siendo la órbita notablemente excéntrica.
Es también miembro de la asociación estelar UCL, al igual que ε Lupi y η Lupi, sistemas estelares triples cuya componente principal también tiene tipo espectral B.
χ Lupi es una binaria espectroscópica cuya componente principal —una subgigante blanco-azulada de tipo B9IV— muestra en su espectro unos contenidos especialmente altos de ciertos elementos como platino, oro y mercurio; en concreto, la abundancia de este último elemento es 200 000 veces más elevada que en el Sol.
Otra estrella de interés es ν² Lupi, análogo solar de tipo espectral G4V que se encuentra a 47,5 años luz de la Tierra. A diferencia del Sol, es una estrella antigua con una edad superior a los 10 000 millones de años.
En torno a ella orbitan tres planetas de tipo «supertierra» a una distancia comprendida entre 0,1 y 0,4 ua.
También con un sistema planetario, Gliese 588 es enana roja de tipo M2.5V  distante 19 años luz de la Tierra.
Alrededor de g Lupi —estrella de la secuencia principal de tipo F— se ha detectado un disco circunestelar de escombros, del cual se ha obtenido una imagen con el instrumento ACS del telescopio espacial Hubble.
Entre las variables de la constelación está GQ Lupi, estrella T Tauri con un acompañante subestelar del que se obtenido una imagen directa con el telescopio VLT.
Otras estrellas T Tauri en la constelación son RU Lupi, jovencísima estrella con una edad de solo 2 o 3 millones de años rodeada por un disco circunestelar de polvo y que muestra variaciones de brillo aleatorias, e IM Lupi, cuya edad se estima entre 100 000 y 10 millones de años.
En cambio, GG Lupi es una binaria eclipsante de magnitud 6,0 formada por dos estrellas calientes de tipo B7V y B9V; en el eclipse principal, su brillo decae 0,51 magnitudes y en el secundario 0,31 magnitudes a lo largo de un período de 1,8496 días.
II Lupi, otra variable de la constelación, es una fría estrella de carbono cuya temperatura efectiva es de solo 2400 K. Catalogada como variable Mira, su fluctuación de brillo en banda H es de 1,6 magnitudes y su período de pulsación de 575 días.
Z Lupi es también una estrella de carbono con una temperatura superficial de 3288 K.

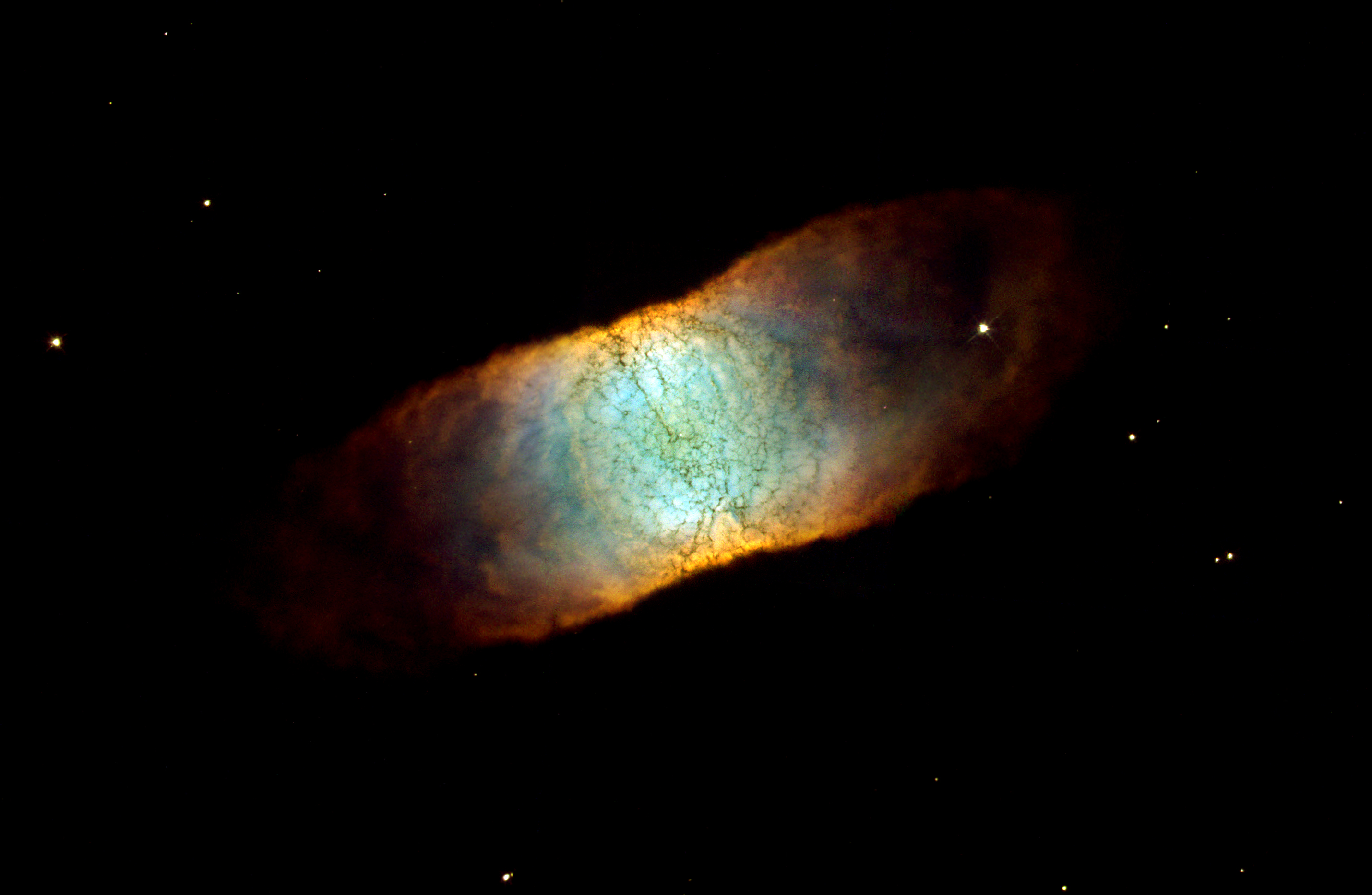
Imagen del telescopio Hubble de IC 4406

En esta constelación también se encuentra la Nebulosa Retina (IC 4406), nebulosa planetaria de forma cilíndrica. El gas y polvo que manan de la estrella moribunda crean una estructura de «rosquilla» a su alrededor, de la que solo vemos un lado; en su centro se sitúa una estrella de Wolf-Rayet con una temperatura de 125 000 K.
Otra nebulosa planetaria, NGC 5882, posee una forma aproximadamente elíptica con varios grumos de material ionizado y está rodeada por una región más grande que se extiende hasta tres veces el diámetro de la nebulosa principal. Su estrella central tiene una temperatura en torno a 70 000 K. De acuerdo a la paralaje medida por el observatorio espacial GAIA, NGC 5882 se encuentra a 6430 años luz de la Tierra.

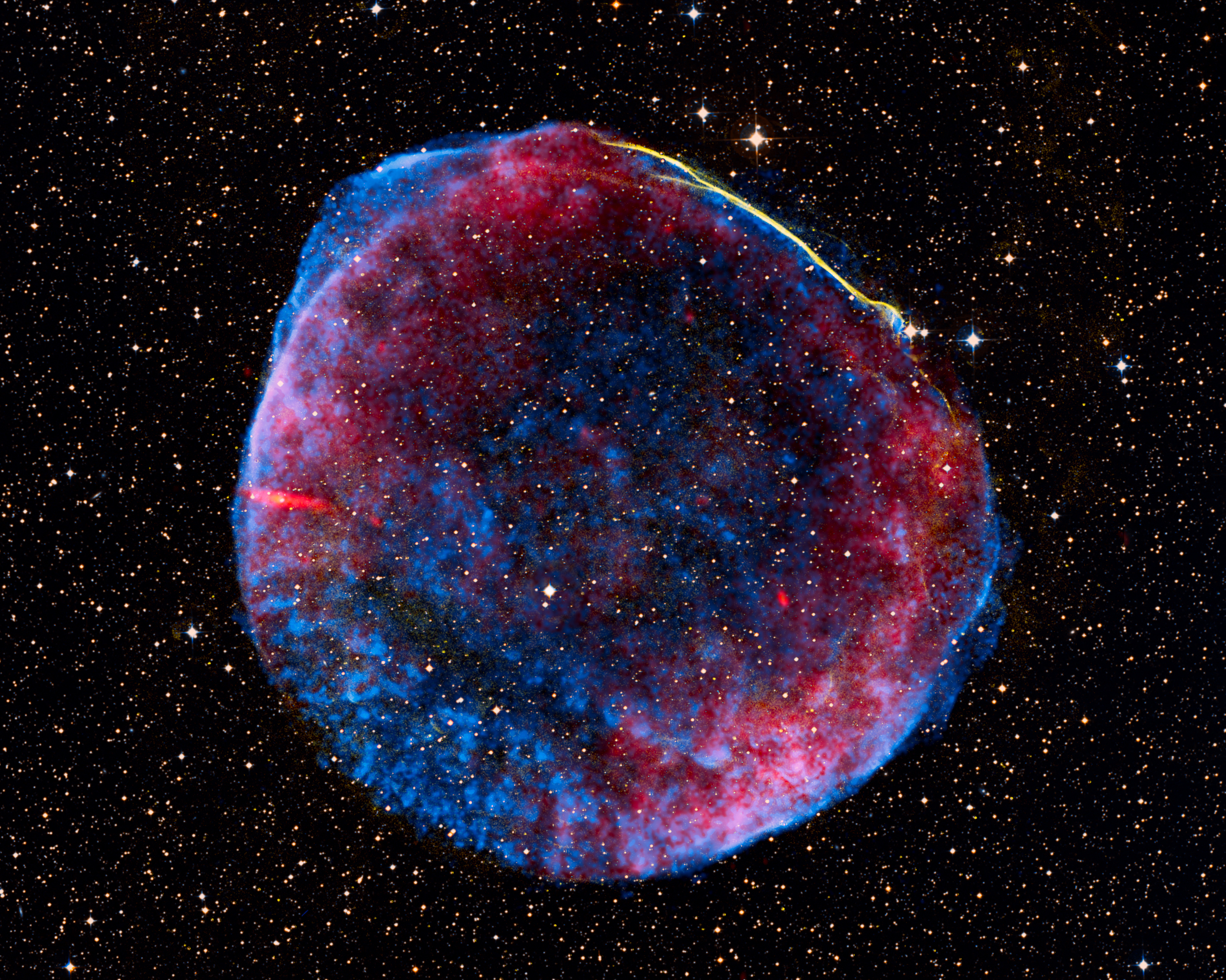
Resto de supernova SN 1006. La imagen combina datos ópticos, de radio y de rayos X.

En Lupus pueden observarse algunos cúmulos estelares.
NGC 5822 es un cúmulo abierto que se encuentra a 2700 años luz y cuya edad es de 950 millones de años.
NGC 5986 es un cúmulo globular con dos estrellas de tipo espectral A-F muy luminosas; distante 34 000 años luz de la Tierra, se mueve en una órbita irregular y muy excéntrica alrededor del centro de la galaxia.
Asimismo, NGC 5927 es un cúmulo globular rico en metales distante 25 100 años luz. Cerca del límite con Centaurus se localiza el cúmulo NGC 5824, cuya edad estimada es de 12 800 millones de años.
En el año 1006 se observó en Lupus la supernova SN 1006. Descrita por astrónomos chinos y árabes, su brillo llegó a alcanzar magnitud -7,5, siendo el suceso estelar de mayor magnitud visual registrado en la historia. De acuerdo a Ali ibn Ridwan, astrólogo y astrónomo que observó el evento, la intensidad de su luz llegó a ser algo más de una cuarta parte de la luz de la Luna.

## Estrellas principales
- α Lupi (Kakkab o Men), la estrella más brillante de la constelación con magnitud aparente 2,30. A unos 550 años luz, es una gigante azul y una variable del tipo Beta Cephei.
- β Lupi, segunda estrella más brillante de la constelación con magnitud aparente 2,68, es una estrella gigante similar a la anterior.
- γ Lupi (Thusia), estrella también azul de magnitud 2,80. Es una estrella binaria cuyas dos componentes están separadas menos de un segundo de arco.
- δ Lupi, estrella subgigante azul de magnitud 3,22.
- ε Lupi, binaria visual cuya componente principal es a su vez una binaria espectroscópica.
- ζ Lupi, a diferencia de otras estrellas de la constelación que son blanco-azuladas, es una gigante amarilla. Se encuentra unas 5 veces más próxima que las cinco estrellas anteriores.
- η Lupi, estrella binaria cuyas componentes se encuentran separadas 15  segundos de arco.
- ι Lupi, subgigante de magnitud 3,54.

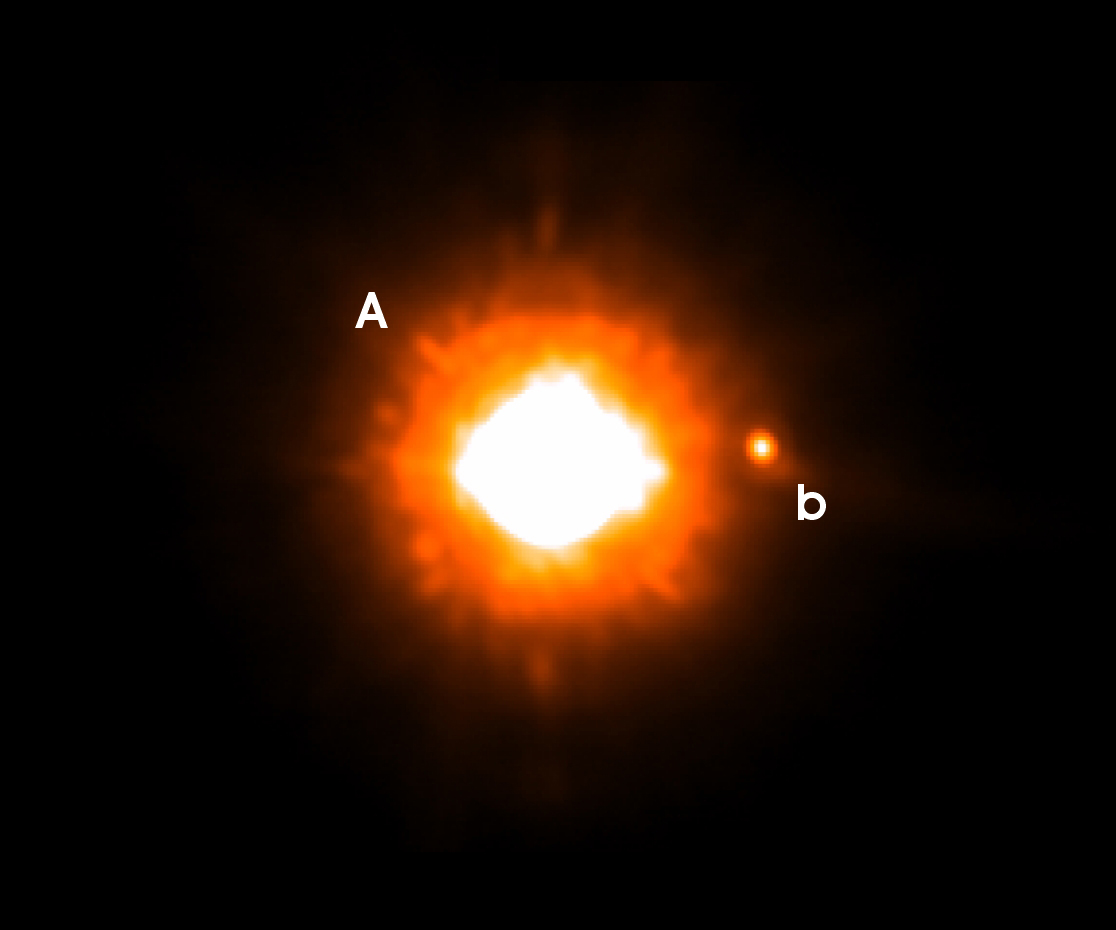
GQ Lupi y su acompañante, cuya posición está señalada con la letra b.

- κ1 Lupi o κ Lupi, estrella Be de magnitud 3,85.
- μ Lupi, sistema estelar de magnitud 4,27.
- ν Lupi designa dos estrellas distintas: ν1 Lupi, estrella amarilla algo más caliente que el Sol situada a 111 años luz; ν² Lupi, enana amarilla muy similar al Sol a 47,5 años luz. Esta última posee tres planetas extrasolares de tipo «supertierra».
- σ Lupi, estrella azul y variable elipsoidal rotante de magnitud 4,41.
- χ Lupi, binaria espectroscópica cuya componente principal es un interesante ejemplo de estrella de mercurio-manganeso.
- 2 Lupi (f Lupi), gigante naranja y miembro de la asociación estelar de Scorpius-Centaurus.
- g Lupi (HD 139664), estrella amarilla con un disco circunestelar a su alrededor, similar al cinturón de Kuiper existente en el Sistema Solar.

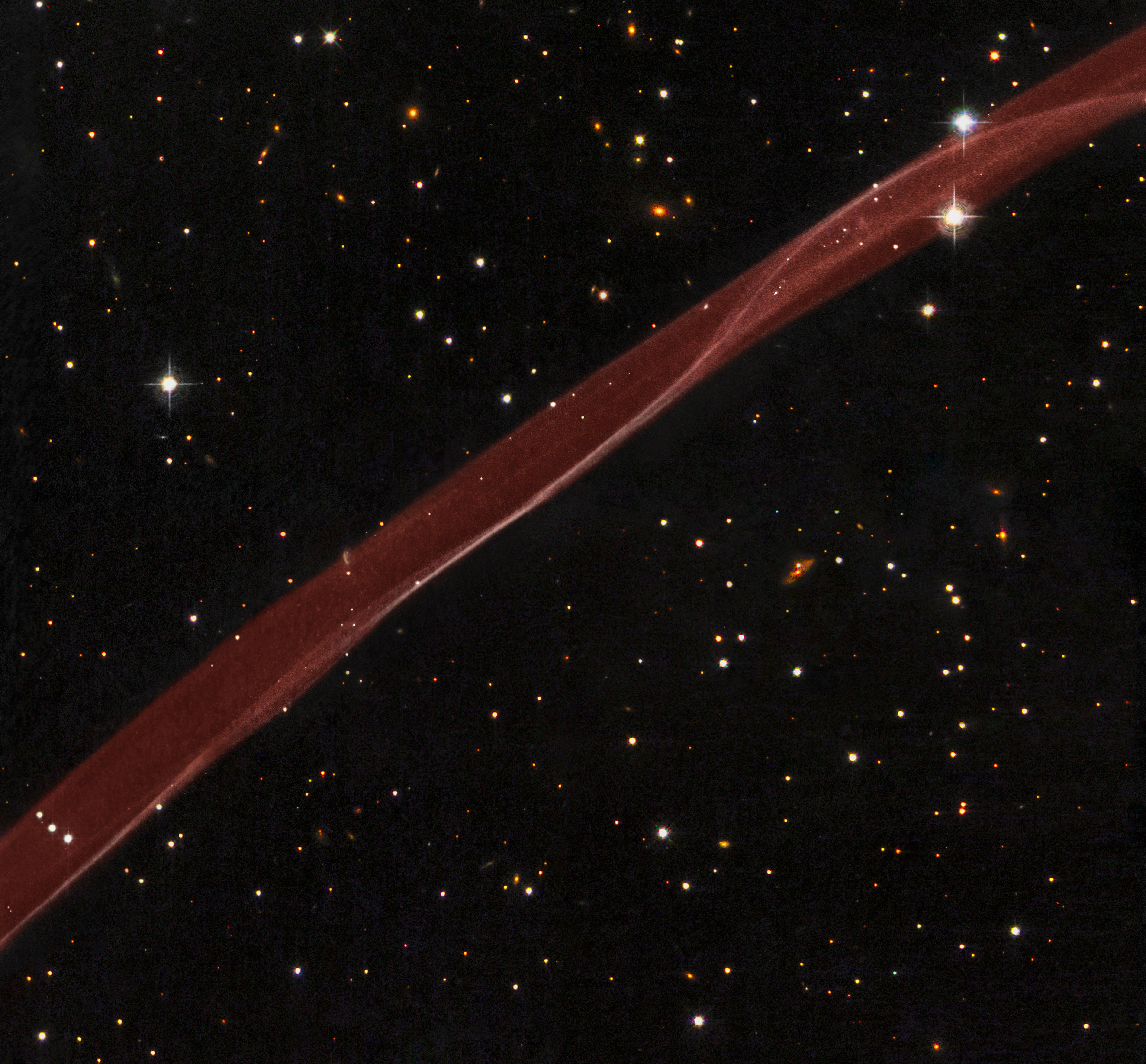
Tenue filamento de gas del resto de la supernova SN 1006.

- GG Lupi, binaria eclipsante compuesta por dos estrellas de tipo espectral B.
- GQ Lupi, variable T Tauri con un compañero subestelar. La masa del objeto acompañante es incierta, pudiendo ser entre 1 y 36 veces la masa de Júpiter.
- HR Lupi, HZ Lupi e IT Lupi, variables Alfa2 Canum Venaticorum de magnitud 5,76, 5,97 y 6,62 respectivamente.
- II Lupi, estrella de carbono distante unos 1800 años luz.
- IM Lupi y RU Lupi, estrellas T Tauri rodeadas por un disco circunestelar.
- HD 140901 (HR 5864), subgigante amarillo-anaranjada distante 50 años luz.
- Gliese 588 (CD-40 9712), enana roja a 19,36 años luz de la Tierra.
- SSSPM J1549-3544, estrella con un gran movimiento propio, probablemente una subenana atravesando a gran velocidad las cercanías del Sistema Solar.
- SN 1006, supernova que en año 1006 alcanzó magnitud -7,5. El resto de supernova asociado es la radiofuente PKS 1459-41.
- Vidal, estrella magnitud 2.29 .Distancia: 464,61 .Años luz Ra/Dec  14 horas 43 metros, 38,4 segundos  -47 ° 29  46,2 "

## Objetos de cielo profundo

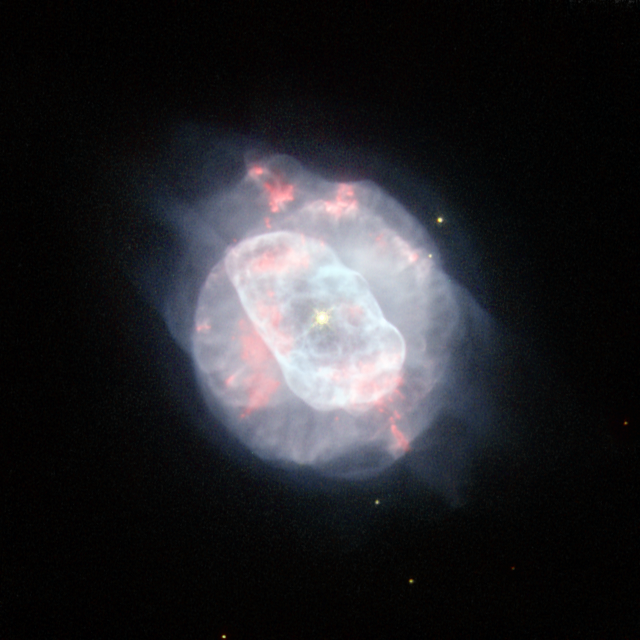
Imagen de la nebulosa planetaria NGC 5882 obtenida con el telescopio espacial Hubble.

- Al norte de la constelación se pueden observar dos cúmulos globulares: NGC 5824 y NGC 5986. Ninguno es visible con prismáticos aunque sí con pequeños telescopios.
- Cúmulo globular NGC 5927, a unos 24 000 años luz de distancia, como los anteriores solo visible con telescopio.
- Dos cúmulos abiertos al sur de la constelación, NGC 5822 y NGC 5749.
- En el borde oeste, se localiza la nebulosa planetaria IC 4406 o Nebulosa Retina. Distante 2000 años luz de la Tierra, es una nebulosa bipolar vista de lado desde nuestra posición. Sus lado derecho e izquierdo son prácticamente idénticos.
- Otra nebulosa planetaria interesante, NGC 5873, está situada a unos 13 500 años luz del Sistema Solar.
- NGC 5882 es otra nebulosa planetaria hacia el centro de la constelación. Su estrella central no está en el centro de simetría sino desplazada hacia su lado occidental.
- Resto de supernova SNR G330.0+15.0, con una edad estimada en torno a los 30 000 años.
- Galaxia espiral barrada NGC 5643.

## Mitología

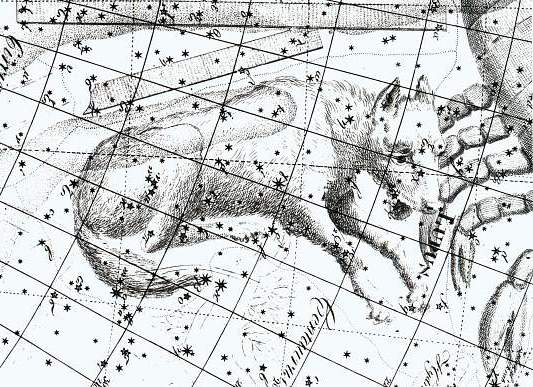
Lupus representado en la Uranographia de Johann Bode.

Sobre el catasterismo del Lobo, no tiene leyenda propia en la mitología griega y tampoco se define exactamente qué tipo de animal se trata. En sí es un atributo de su vecino, el Centauro, y se dice que en sus manos, cerca del Altar, se halla la Bestezuela (Lupus), y parece que la acerca a aquél con intención de sacrificarla, lo cual es la mayor muestra de su piedad. A la llamada Bestezuela la pintan de manera alargada. Algunos dicen que es un odre de vino, con el que hace una libación en honor a los dioses sobre el Altar.